# El Avispero
El Avispero är en ort i Mexiko.   Den ligger i kommunen Pénjamo och delstaten Guanajuato, i den centrala delen av landet, 300 km väster om huvudstaden Mexico City. El Avispero ligger 1 685 meter över havet och antalet invånare är 196.
Terrängen runt El Avispero är platt norrut, men söderut är den kuperad. Runt El Avispero är det ganska tätbefolkat, med 54 invånare per kvadratkilometer. Närmaste större samhälle är Angamacutiro de la Unión, 18,2 km sydost om El Avispero. I omgivningarna runt El Avispero växer huvudsakligen savannskog.